# AEW World Tag Team Championship
El AEW World Tag Team Championship (Campeonato Mundial en Parejas de AEW, en español) es un campeonato en parejas de lucha libre profesional creado y utilizado por la compañía estadounidense All Elite Wrestling (AEW). El campeonato se anunció por primera vez el 18 de junio de 2019 a través de la cuenta de Twitter de AEW, realizándose un torneo para definir a los primeros campeones, el cual fue ganado por los miembros de SoCal Uncensored (Frankie Kazarian & Scorpio Sky). Los actuales campeones son The Hurt Syndicate (Bobby Lashley & Shelton Benjamin), quienes se encuentra en su primer reinado en conjunto.

## Historia
El 18 de junio de 2019, la cuenta de Twitter de Fite TV anunció un Triple Threat Match para el evento Fyter Fest de junio de 2019. El combate que vería a Best Friends (Chuck Taylor & Trent Beretta) enfrentando a SoCal Uncensored (Scorpio Sky & Frankie Kazarian) & Private Party (Isiah Kassidy & Marq Quen), con el ganador avanzando a All Out para una oportunidad en la primera ronda del torneo para coronar a los primeros Campeones Mundiales en Parejas de AEW. Más tarde, ese mismo día, en el podcast de Stone Cold Steve Austin, el fundador de AEW, Tony Khan, declaró que durante el debut de otoño del programa semanal de televisión de AEW, habría un torneo por el dicho título.
El 11 de julio de 2019, el vicepresidente ejecutivo de AEW, Matt Jackson, anunció un segundo combate por equipos de Triple Threat Match que tendría lugar en Fight for the Fallen el 13 de julio, con The Dark Order (Evil Uno & Stu Grayson), A Boy and His Dinosaur (Jungle Boy & Luchasaurus), y Los Güeros del Cielo (Angélico & Jack Evans) con los ganadores frente a Best Friends en All Out. En Fight for the Fallen, The Dark Order derrotó a A Boy and His Dinosaur y Los Güeros del Cielo para avanzar a All Out. En el evento del 31 de agosto, The Dark Order derrotó a Best Friends para recibir el primer adiós en el torneo.

### Torneo por el título (2019)
Luego de ser creado el campeonato, se realizó un torneo para declarar a la primera pareja campeona. Más tarde se anunció el 9 de agosto de 2019, con The Young Bucks (Matt Jackson & Nick Jackson) frente a Private Party (Isiah Kassidy & Marq Quen) el 9 de octubre de 2019 durante el segundo episodio de Show de Dynamite en Boston, Massachusetts. Más tarde se anunció que las semifinales para el torneo tendrían lugar en el tercer episodio del 23 de octubre en Pittsburgh, Pensilvania, y las finales en el cuarto episodio del 30 de octubre en Charleston, Virginia Occidental.
|  | Cuartos de final Dynamite 9 y 16 de octubre       | Cuartos de final Dynamite 9 y 16 de octubre       | Cuartos de final Dynamite 9 y 16 de octubre |                                         |                  | Semifinales Dynamite 23 de octubre | Semifinales Dynamite 23 de octubre | Semifinales Dynamite 23 de octubre |  |                | Final Dynamite 30 de octubre | Final Dynamite 30 de octubre | Final Dynamite 30 de octubre |  |
|  |                                                   |                                                   |                                             |                                         |                  |                                    |                                    |                                    |  |                |                              |                              |                              |  |
|  |                                                   |                                                   |                                             |                                         |                  |                                    |                                    |                                    |  |                |                              |                              |                              |  |
|  | The Young Bucks (Matt Jackson & Nick Jackson)     | The Young Bucks (Matt Jackson & Nick Jackson)     | 13:39                                       |                                         |                  |                                    |                                    |                                    |  |                |                              |                              |                              |  |
|  | The Young Bucks (Matt Jackson & Nick Jackson)     | The Young Bucks (Matt Jackson & Nick Jackson)     | 13:39                                       |                                         |                  |                                    |                                    |                                    |  |                |                              |                              |                              |  |
|  | Private Party (Isiah Kassidy & Marq Quen)         | Private Party (Isiah Kassidy & Marq Quen)         | Pin                                         |                                         |                  |                                    |                                    |                                    |  |                |                              |                              |                              |  |
|  | Private Party (Isiah Kassidy & Marq Quen)         | Private Party (Isiah Kassidy & Marq Quen)         | Pin                                         |                                         | Private Party    | Private Party                      | 12:24                              |                                    |  |                |                              |                              |                              |  |
|  |                                                   |                                                   |                                             |                                         | Private Party    | Private Party                      | 12:24                              |                                    |  |                |                              |                              |                              |  |
|  |                                                   |                                                   | Lucha Brothers                              | Lucha Brothers                          | Pin              |                                    |                                    |                                    |  |                |                              |                              |                              |  |
|  | Lucha Brothers (Fénix & Pentagón Jr.)             | Lucha Brothers (Fénix & Pentagón Jr.)             | Lucha Brothers                              | Lucha Brothers                          | Pin              | Pin                                |                                    |                                    |  |                |                              |                              |                              |  |
|  | Lucha Brothers (Fénix & Pentagón Jr.)             | Lucha Brothers (Fénix & Pentagón Jr.)             |                                             |                                         |                  |                                    |                                    |                                    |  |                |                              |                              |                              |  |
|  | Jurassic Express (Jungle Boy & Marko Stunt)       | Jurassic Express (Jungle Boy & Marko Stunt)       | 11:31                                       |                                         |                  |                                    |                                    |                                    |  |                |                              |                              |                              |  |
|  | Jurassic Express (Jungle Boy & Marko Stunt)       | Jurassic Express (Jungle Boy & Marko Stunt)       | 11:31                                       |                                         |                  |                                    |                                    |                                    |  | Lucha Brothers | Lucha Brothers               | 12:36                        |                              |  |
|  |                                                   |                                                   |                                             |                                         |                  |                                    |                                    |                                    |  | Lucha Brothers | Lucha Brothers               | 12:36                        |                              |  |
|  |                                                   |                                                   | SoCal Uncensored                            | SoCal Uncensored                        | Pin              |                                    |                                    |                                    |  |                |                              |                              |                              |  |
|  | Best Friends (Chuck Taylor & Trent Beretta)       | Best Friends (Chuck Taylor & Trent Beretta)       | SoCal Uncensored                            | SoCal Uncensored                        | Pin              | 9:57                               |                                    |                                    |  |                |                              |                              |                              |  |
|  | Best Friends (Chuck Taylor & Trent Beretta)       | Best Friends (Chuck Taylor & Trent Beretta)       |                                             |                                         |                  |                                    |                                    |                                    |  |                |                              |                              |                              |  |
|  | SoCal Uncensored (Frankie Kazarian & Scorpio Sky) | SoCal Uncensored (Frankie Kazarian & Scorpio Sky) | Pin                                         |                                         |                  |                                    |                                    |                                    |  |                |                              |                              |                              |  |
|  | SoCal Uncensored (Frankie Kazarian & Scorpio Sky) | SoCal Uncensored (Frankie Kazarian & Scorpio Sky) | Pin                                         |                                         | SoCal Uncensored | SoCal Uncensored                   | Pin                                |                                    |  |                |                              |                              |                              |  |
|  |                                                   |                                                   |                                             |                                         | SoCal Uncensored | SoCal Uncensored                   | Pin                                |                                    |  |                |                              |                              |                              |  |
|  |                                                   |                                                   | The Dark Order (Evil Uno & Stu Grayson)     | The Dark Order (Evil Uno & Stu Grayson) | 13:59            |                                    |                                    |                                    |  |                |                              |                              |                              |  |
|  |                                                   |                                                   | The Dark Order (Evil Uno & Stu Grayson)     | The Dark Order (Evil Uno & Stu Grayson) | 13:59            |                                    |                                    |                                    |  |                |                              |                              |                              |  |
|  |                                                   |                                                   |                                             |                                         |                  |                                    |                                    |                                    |  |                |                              |                              |                              |  |
|  |                                                   |                                                   |                                             |                                         |                  |                                    |                                    |                                    |  |                |                              |                              |                              |  |
|  |                                                   |                                                   |                                             |                                         |                  |                                    |                                    |                                    |  |                |                              |                              |                              |  |
|  |                                                   |                                                   |                                             |                                         |                  |                                    |                                    |                                    |  |                |                              |                              |                              |  |

1. ↑  Stunt sustituía a Luchasaurus, quien había sufrido una lesión en los isquiotibiales.
2. ↑  Scorpio Sky reemplazó a Christopher Daniels, quien fue atacado por Lucha Brothers antes del combate.
3. ↑  The Dark Order derrotaron a Best Friends (Chuck Taylor & Trent?) en All Out para avanzar directamente a semifinales.

### Torneo por el título (2024)
Debido al retiro de Sting, quien ostentaba el campeonato junto a Darby Allin, el 3 de marzo de 2024 el título fue declarado vacante, anunciándose un torneo de 10 parejas, cuya final se realizó el 21 de abril en el evento Dynasty, donde se coronó a los nuevos campeones.
|  | Wild card Collision (17 de marzo) Rampage (20 de marzo)  | Wild card Collision (17 de marzo) Rampage (20 de marzo) |                                                         |              | Cuartos de final Dynamite (27 de marzo) Collision (30 de marzo) | Cuartos de final Dynamite (27 de marzo) Collision (30 de marzo) |     |  | Semifinales Dynamite (3 de abril) Collision (6 de abril) | Semifinales Dynamite (3 de abril) Collision (6 de abril) |  |  | Final Dynasty (21 de abril) | Final Dynasty (21 de abril) |  |
|  |                                                          |                                                         |                                                         |              |                                                                 |                                                                 |     |  |                                                          |                                                          |  |  |                             |                             |  |
|  |                                                          |                                                         |                                                         |              |                                                                 |                                                                 |     |  |                                                          |                                                          |  |  |                             |                             |  |
|  |                                                          |                                                         |                                                         |              |                                                                 |                                                                 |     |  |                                                          |                                                          |  |  |                             |                             |  |
|  |                                                          |                                                         |                                                         |              |                                                                 |                                                                 |     |  |                                                          |                                                          |  |  |                             |                             |  |
|  |                                                          |                                                         |                                                         |              |                                                                 |                                                                 |     |  |                                                          |                                                          |  |  |                             |                             |  |
|  |                                                          | The Young Bucks (Matthew Jackson & Nicholas Jackson)    | Pin                                                     |              |                                                                 |                                                                 |     |  |                                                          |                                                          |  |  |                             |                             |  |
|  |                                                          |                                                         | Pin                                                     |              |                                                                 |                                                                 |     |  |                                                          |                                                          |  |  |                             |                             |  |
|  |                                                          |                                                         | Private Party («Brother Zay» Isiah Kassidy & Marq Quen) | 13:26        |                                                                 |                                                                 |     |  |                                                          |                                                          |  |  |                             |                             |  |
|  |                                                          |                                                         | Private Party («Brother Zay» Isiah Kassidy & Marq Quen) | 13:26        |                                                                 |                                                                 |     |  |                                                          |                                                          |  |  |                             |                             |  |
|  |                                                          |                                                         |                                                         |              |                                                                 |                                                                 |     |  |                                                          |                                                          |  |  |                             |                             |  |
|  |                                                          |                                                         |                                                         |              |                                                                 |                                                                 |     |  |                                                          |                                                          |  |  |                             |                             |  |
|  |                                                          |                                                         |                                                         |              |                                                                 | The Young Bucks                                                 | Pin |  |                                                          |                                                          |  |  |                             |                             |  |
|  |                                                          |                                                         |                                                         |              |                                                                 |                                                                 | Pin |  |                                                          |                                                          |  |  |                             |                             |  |
|  |                                                          |                                                         | Best Friends                                            | 12:40        |                                                                 |                                                                 |     |  |                                                          |                                                          |  |  |                             |                             |  |
|  | Best Friends (Trent Beretta & Orange Cassidy)            | Pin                                                     | Best Friends                                            | 12:40        |                                                                 |                                                                 |     |  |                                                          |                                                          |  |  |                             |                             |  |
|  | Best Friends (Trent Beretta & Orange Cassidy)            | Pin                                                     |                                                         |              |                                                                 |                                                                 |     |  |                                                          |                                                          |  |  |                             |                             |  |
|  | The Don Callis Family (Kyle Fletcher & Powerhouse Hobbs) | 10:30                                                   |                                                         |              |                                                                 |                                                                 |     |  |                                                          |                                                          |  |  |                             |                             |  |
|  | The Don Callis Family (Kyle Fletcher & Powerhouse Hobbs) | 10:30                                                   |                                                         | Best Friends | Pin                                                             |                                                                 |     |  |                                                          |                                                          |  |  |                             |                             |  |
|  |                                                          |                                                         |                                                         | Best Friends | Pin                                                             |                                                                 |     |  |                                                          |                                                          |  |  |                             |                             |  |
|  |                                                          |                                                         | The Undisputed Kingdom (Mike Bennett & Matt Taven)      | 9:32         |                                                                 |                                                                 |     |  |                                                          |                                                          |  |  |                             |                             |  |
|  |                                                          |                                                         | The Undisputed Kingdom (Mike Bennett & Matt Taven)      | 9:32         |                                                                 |                                                                 |     |  |                                                          |                                                          |  |  |                             |                             |  |
|  |                                                          |                                                         |                                                         |              |                                                                 |                                                                 |     |  |                                                          |                                                          |  |  |                             |                             |  |
|  |                                                          |                                                         |                                                         |              |                                                                 |                                                                 |     |  |                                                          |                                                          |  |  |                             |                             |  |
|  |                                                          |                                                         |                                                         |              |                                                                 |                                                                 |     |  |                                                          | The Young Bucks                                          |  |  |                             |                             |  |
|  |                                                          |                                                         |                                                         |              |                                                                 |                                                                 |     |  |                                                          |                                                          |  |  |                             |                             |  |
|  |                                                          |                                                         | FTR                                                     |              |                                                                 |                                                                 |     |  |                                                          |                                                          |  |  |                             |                             |  |
|  |                                                          |                                                         |                                                         |              |                                                                 |                                                                 |     |  |                                                          |                                                          |  |  |                             |                             |  |
|  |                                                          |                                                         |                                                         |              |                                                                 |                                                                 |     |  |                                                          |                                                          |  |  |                             |                             |  |
|  |                                                          |                                                         |                                                         |              |                                                                 |                                                                 |     |  |                                                          |                                                          |  |  |                             |                             |  |
|  |                                                          | Big Bill & Ricky Starks                                 | 9:20                                                    |              |                                                                 |                                                                 |     |  |                                                          |                                                          |  |  |                             |                             |  |
|  |                                                          |                                                         | 9:20                                                    |              |                                                                 |                                                                 |     |  |                                                          |                                                          |  |  |                             |                             |  |
|  |                                                          |                                                         | Top Flight (Dante & Darius Martin)                      | Pin          |                                                                 |                                                                 |     |  |                                                          |                                                          |  |  |                             |                             |  |
|  |                                                          |                                                         | Top Flight (Dante & Darius Martin)                      | Pin          |                                                                 |                                                                 |     |  |                                                          |                                                          |  |  |                             |                             |  |
|  |                                                          |                                                         |                                                         |              |                                                                 |                                                                 |     |  |                                                          |                                                          |  |  |                             |                             |  |
|  |                                                          |                                                         |                                                         |              |                                                                 |                                                                 |     |  |                                                          |                                                          |  |  |                             |                             |  |
|  |                                                          |                                                         |                                                         |              |                                                                 | Top Flight                                                      |     |  |                                                          |                                                          |  |  |                             |                             |  |
|  |                                                          |                                                         |                                                         |              |                                                                 |                                                                 |     |  |                                                          |                                                          |  |  |                             |                             |  |
|  |                                                          |                                                         | FTR                                                     | Pin          |                                                                 |                                                                 |     |  |                                                          |                                                          |  |  |                             |                             |  |
|  | The Infantry (Carlie Bravo & Shawn Dean)                 | Pin                                                     | FTR                                                     | Pin          |                                                                 |                                                                 |     |  |                                                          |                                                          |  |  |                             |                             |  |
|  | The Infantry (Carlie Bravo & Shawn Dean)                 | Pin                                                     |                                                         |              |                                                                 |                                                                 |     |  |                                                          |                                                          |  |  |                             |                             |  |
|  | The House of Black (Brody King & Buddy Matthews)         | 7:45                                                    |                                                         |              |                                                                 |                                                                 |     |  |                                                          |                                                          |  |  |                             |                             |  |
|  | The House of Black (Brody King & Buddy Matthews)         | 7:45                                                    |                                                         | The Infantry | 12:20                                                           |                                                                 |     |  |                                                          |                                                          |  |  |                             |                             |  |
|  |                                                          |                                                         |                                                         | The Infantry | 12:20                                                           |                                                                 |     |  |                                                          |                                                          |  |  |                             |                             |  |
|  |                                                          |                                                         | FTR (Dax Harwood & Cash Wheeler)                        | Pin          |                                                                 |                                                                 |     |  |                                                          |                                                          |  |  |                             |                             |  |
|  |                                                          |                                                         | FTR (Dax Harwood & Cash Wheeler)                        | Pin          |                                                                 |                                                                 |     |  |                                                          |                                                          |  |  |                             |                             |  |
|  |                                                          |                                                         |                                                         |              |                                                                 |                                                                 |     |  |                                                          |                                                          |  |  |                             |                             |  |
|  |                                                          |                                                         |                                                         |              |                                                                 |                                                                 |     |  |                                                          |                                                          |  |  |                             |                             |  |
|  |                                                          |                                                         |                                                         |              |                                                                 |                                                                 |     |  |                                                          |                                                          |  |  |                             |                             |  |
|  |                                                          |                                                         |                                                         |              |                                                                 |                                                                 |     |  |                                                          |                                                          |  |  |                             |                             |  |

## Campeones
El Campeonato Mundial en Parejas de AEW es un título en parejas creado por AEW a mediados de 2019. Los campeones inaugurales fueron SoCal Uncensored (Frankie Kazarian & Scorpio Sky), quienes ganaron un torneo con final en Dynamite. Desde entonces, ha habido 12 distintos equipos y 24 luchadores campeones oficiales, repartidos en 15 reinados en total. Además, el campeonato ha sido declarado vacante en una ocasión a lo largo de su historia. Kenny Omega, Penta El Zero M y Rey Fénix son los tres luchadores no estadounidenses que han ostentado el título.
El reinado más largo en la historia del título le pertenece a The Young Bucks (Matt Jackson & Nick Jackson), quienes mantuvieron sus campeonatos por 302 días en su primera titularidad. El reinado más corto corresponde a Darby Allin & Sting, con 25 días con el título en su único reinado, el cual finalizó por el retiro de este último. 
En cuanto a los días en total como campeones (un acumulado entre la suma de todos los días de los reinados), The Young Bucks también poseen el primer lugar, con 522 días en tres reinados. Les siguen FTR — Cash Wheeler & Dax Harwood — (248 días en dos reinados), The Elite — Hangman Page & Kenny Omega — (228 días en un reinado), Jurassic Express — Jungle Boy & Luchasaurus — (161 días en un reinado) y The Acclaimed — Max Caster & Anthony Bowens — (140 días en un reinado). En cuanto a los días en total como campeones, de manera individual, Matt Jackson y Nick Jackson poseen el primer lugar, con 522 días en tres reinados. Les siguen Cash Wheeler y Dax Harwood, con 248 días en dos reinados.

### Campeones actuales
Los actuales campeones son The Hurt Syndicate (Bobby Lashley & Shelton Benjamin), quienes se encuentran en su primer reinado en conjunto. Lashley & Benjamin lograron los cinturones tras derrotar a los excampeones Private Party (Isiah Kassidy & Marq Quen) el 22 de enero de 2025 en Dynamite.
The Hurt Syndicate registra hasta el 28 de julio de 2025 las siguientes defensas televisadas: 
1. vs. The Gunns (Austin Gunn & Colten Gunn) (12 de febrero de 2025, Dynamite)
2. vs. The Outrunners (Turbo Floyd & Truth Magnum) (9 de marzo de 2025, Revolution)
3. vs.  The Learning Tree (Big Bill & Bryan Keith) (6 de abril de 2025, Dynasty)
4. vs. Gates Of Agony (Bishop Kaun & Toa Liona) (16 de abril de 2025, Dynamite: Spring BreakThru)
5. vs. The Sons of Texas (Dustin Rhodes & Sammy Guevara) (25 de mayo de 2025, Double or Nothing)
6. vs. JetSpeed (Mike Bailey & Kevin Knight) vs. The Patriarchy (Christian Cage & Nick Wayne) (12 de julio de 2025, All In)

### Lista de campeones
| N.º | Campeones                                                     | Lucha                    | Lucha                              | Lucha                           | Estadísticas | Estadísticas | Notas y referencias                                                                              |
| N.º | Campeones                                                     | Fecha                    | Evento                             | Ubicación                       | Reinado      | Días         | Notas y referencias                                                                              |
| --- | ------------------------------------------------------------- | ------------------------ | ---------------------------------- | ------------------------------- | ------------ | ------------ | ------------------------------------------------------------------------------------------------ |
| 1   | SoCal Uncensored (Frankie Kazarian (1) & Scorpio Sky (1))     | 30 de octubre de 2019    | Dynamite                           | Charleston, Virginia Occidental | 1            | 83           | Derrotaron a los Lucha Brothers (Fénix & Pentagón Jr.) en la final de un torneo.                 |
| 2   | The Elite (Hangman Page (1) & Kenny Omega (1))                | 21 de enero de 2020      | Dynamite                           | Nasáu, Bahamas                  | 1            | 228          | Emitido el 22 de enero.                                                                          |
| 3   | FTR (Cash Wheeler (1) & Dax Harwood (1))                      | 5 de septiembre de 2020  | All Out                            | Jacksonville, Florida           | 1            | 63           | [ 13 ]                                                                                           |
| 4   | The Young Bucks (Matt Jackson (1) & Nick Jackson (1))         | 7 de noviembre de 2020   | Full Gear                          | Jacksonville, Florida           | 1            | 302          | Este es el reinado más largo de la historia del campeonato.                                      |
| 5   | Lucha Brothers (Penta El Zero M (1) & Rey Fénix (1))          | 5 de septiembre de 2021  | All Out                            | Hoffman Estates, Illinois       | 1            | 122          | Fue un Steel Cage Match.                                                                         |
| 6   | Jurassic Express (Jungle Boy (1) & Luchasaurus (1))           | 5 de enero de 2022       | Dynamite                           | Newark, Nueva Jersey            | 1            | 161          | [ 16 ]                                                                                           |
| 7   | The Young Bucks (Matt Jackson (2) & Nick Jackson (2))         | 15 de junio de 2022      | Dynamite: Road Rager               | St. Louis, Missouri             | 2            | 28           | Fue un Ladder Match, este es el reinado más corto en la historia del campeonato.                 |
| 8   | Swerve In Our Glory (Keith Lee (1) & Swerve Strickland (1))   | 13 de julio de 2022      | Dynamite: Fyter Fest               | Savannah, Georgia               | 1            | 70           | Fue un Three-Way Match, el cual incluyó a Team Taz (Ricky Starks & Powerhouse Hobbs).            |
| 9   | The Acclaimed (Max Caster (1) & Anthony Bowens (1))           | 21 de septiembre de 2022 | Dynamite: Grand Slam               | Queens, Nueva York              | 1            | 140          | [ 19 ]                                                                                           |
| 10  | The Gunns (Austin Gunn (1) & Colten Gunn (1))                 | 8 de febrero de 2023     | Dynamite: Championship Fight Night | El Paso, Texas                  | 1            | 56           | [ 20 ]                                                                                           |
| 11  | FTR (Cash Wheeler (2) & Dax Harwood (2))                      | 5 de abril de 2023       | Dynamite                           | Long Island, Nueva York         | 2            | 185          | Si FTR perdían se iban de la empresa.                                                            |
| 12  | Big Bill (1) & Ricky Starks (1)                               | 7 de octubre de 2023     | Collision                          | Salt Lake City, Utah            | 1            | 123          | [ 22 ]                                                                                           |
| 13  | Darby Allin (1) & Sting (1)                                   | 7 de febrero de 2024     | Dynamite                           | Phoenix, Arizona                | 1            | 25           | Fue un Tornado Tag Team Match.                                                                   |
| —   | Vacante                                                       | 3 de marzo de 2024       | Revolution                         | Greensboro, North Carolina      | —            | —            | El título fue declarado vacante tras el retiro de Sting.                                         |
| 14  | The Young Bucks (Matthew Jackson (3) & Nicholas Jackson (3))  | 21 de abril de 2024      | Dynasty                            | San Luis, Misuri                | 3            | 192          | Derrotaron a FTR (Cash Wheeler & Dax Harwood) en la final de un torneo por los títulos vacantes. |
| 15  | Private Party (Isiah Kassidy (1) & Marq Quen (1))             | 30 de octubre de 2024    | Fright Night Dynamite              | Cleveland, Ohio                 | 1            | 84           | [ 26 ]                                                                                           |
| 16  | The Hurt Syndicate (Bobby Lashley (1) & Shelton Benjamin (1)) | 22 de enero de 2025      | Dynamite                           | Knoxville, Tennessee            | 1            | 187+         | [ 27 ]                                                                                           |

### Total de días con el título
La siguiente lista muestra el total de días que un equipo o un luchador ha poseído el campeonato, si se suman todos los reinados que posee. Actualizado a la fecha del 28 de julio de 2025. 

#### Por equipos

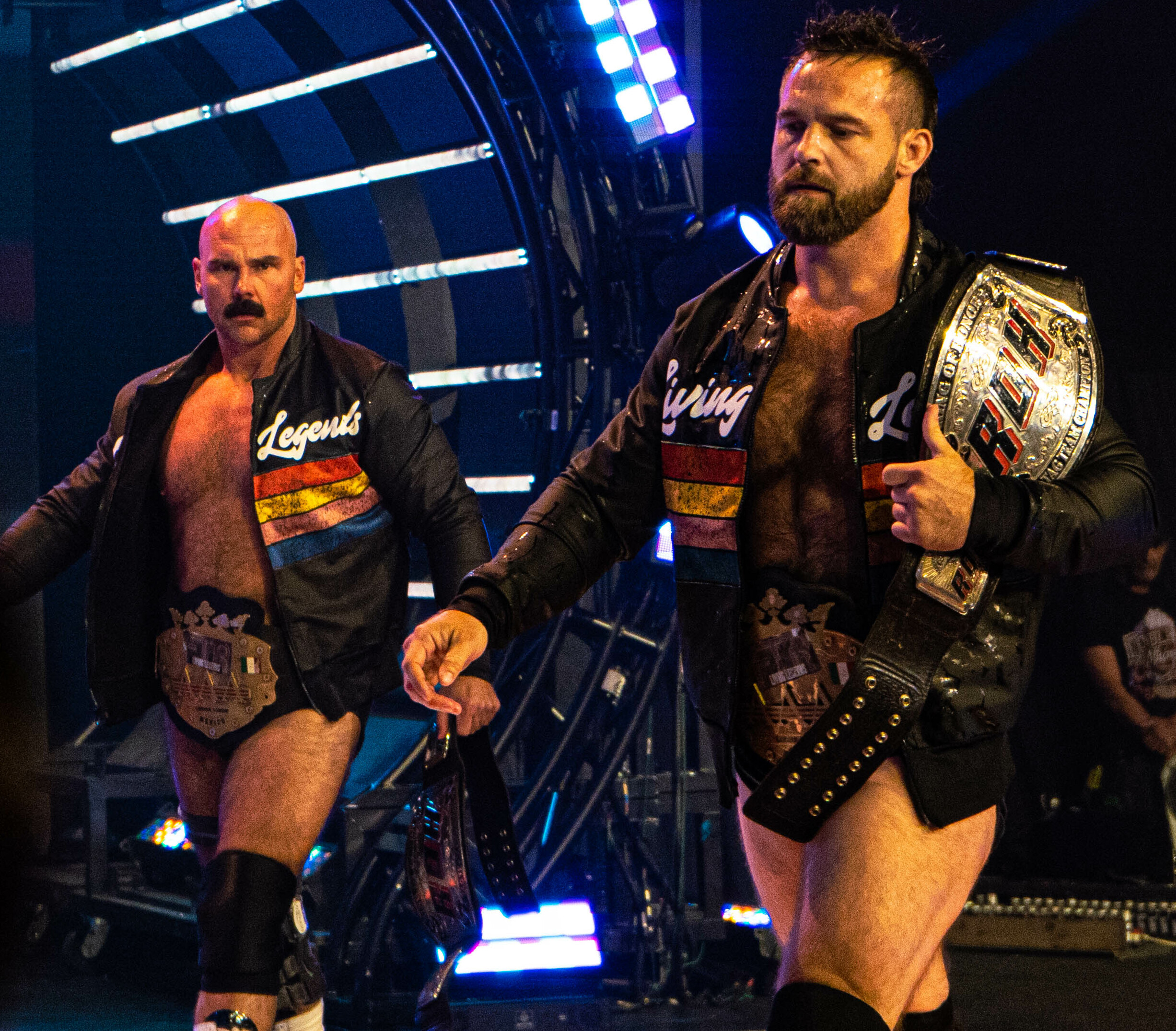
FTR (Dax Harwood & Dax Harwood) poseen el segundo lugar de días acumulativos como campeones, con 258 en sus dos reinados.

| + | Indica a los campeones actuales |

| N.º | Equipo                                                | Reinados | Total de días |
| --- | ----------------------------------------------------- | -------- | ------------- |
| 1   | The Young Bucks (Matthew Jackson & Nicholas Jackson)  | 3        | 522           |
| 2   | FTR (Cash Wheeler & Dax Harwood)                      | 2        | 248           |
| 3   | The Elite (Hangman Page & Kenny Omega)                | 1        | 228           |
| 4   | The Hurt Syndicate (Bobby Lashley & Shelton Benjamin) | 1        | 187+          |
| 5   | Jurassic Express (Jungle Boy & Luchasaurus)           | 1        | 161           |
| 6   | The Acclaimed (Max Caster & Anthony Bowens)           | 1        | 140           |
| 7   | Big Bill & Ricky Starks                               | 1        | 123           |
| 8   | Lucha Brothers (Penta El Zero M & Rey Fénix)          | 1        | 122           |
| 9   | Private Party (Isiah Kassidy & Marq Quen)             | 1        | 84            |
| 10  | SoCal Uncensored (Frankie Kazarian & Scorpio Sky)     | 1        | 83            |
| 11  | Swerve In Our Glory (Keith Lee & Swerve Strickland)   | 1        | 70            |
| 12  | The Gunns (Austin Gunn & Colten Gunn)                 | 1        | 56            |
| 13  | Darby Allin & Sting                                   | 1        | 25            |

#### Por luchador
| + | Indica al campeón actual |

| N.º | Luchador          | Reinados | Total de días |
| --- | ----------------- | -------- | ------------- |
| 1   | Matthew Jackson   | 3        | 522           |
| 1   | Nicholas Jackson  | 3        | 522           |
| 3   | Cash Wheeler      | 2        | 248           |
| 3   | Dax Harwood       | 2        | 248           |
| 5   | Hangman Page      | 1        | 228           |
| 5   | Kenny Omega       | 1        | 228           |
| 7   | Bobby Lashley     | 1        | 187+          |
| 7   | Shelton Benjamin  | 1        | 187+          |
| 9   | Jungle Boy        | 1        | 161           |
| 9   | Luchasaurus       | 1        | 161           |
| 11  | Max Caster        | 1        | 140           |
| 11  | Anthony Bowens    | 1        | 140           |
| 13  | Big Bill          | 1        | 123           |
| 13  | Ricky Starks      | 1        | 123           |
| 15  | Penta El Zero M   | 1        | 122           |
| 15  | Rey Fénix         | 1        | 122           |
| 17  | Isiah Kassidy     | 1        | 84            |
| 17  | Marq Quen         | 1        | 84            |
| 19  | Frankie Kazarian  | 1        | 83            |
| 19  | Scorpio Sky       | 1        | 83            |
| 21  | Keith Lee         | 1        | 70            |
| 21  | Swerve Strickland | 1        | 70            |
| 23  | Austin Gunn       | 1        | 56            |
| 23  | Colten Gunn       | 1        | 56            |
| 25  | Darby Allin       | 1        | 25            |
| 25  | Sting             | 1        | 25            |

### Mayor cantidad de reinados

#### Por equipo
| Reinados | Equipo (s)      |
| -------- | --------------- |
| 3 veces  | The Young Bucks |
| 2 veces  | FTR             |

#### Por luchador
| Reinados | Luchador (es)                     |
| -------- | --------------------------------- |
| 3 veces  | Matthew Jackson, Nicholas Jackson |
| 2 veces  | Cash Wheeler, Dax Harwood         |